# Комплементарне боје
Комплементарне боје су супротне боје стојеће једна насупрот другој у кругу боја које се међусобно допуњују и чине хармонију тонова, на пример црвена и зелена, плава и наранџаста, жута и љубичаста. Комплементарне боје имају својство да им се када се употребе једна поред друге, повећају интензитети, тако да настаје један хармоничан утисак на посматрача. Сликарски правци који су се заснивали на утиску боја као импресионизам, неоимпресионизам или експресионизам, користили су се комплементарним контрастима боја да добили на степеновању динамичног утиска слика.